# Championnat d'Amérique du Nord de rugby à XV 2024-2025
Navigation
Championnat des Caraïbes de rugby
 à XV 2019 Championnat d'Amérique du Nord de rugby
 à XV 2026
Le Championnat d'Amérique du Nord de rugby à XV 2024-2025 est une compétition organisée par Rugby Americas North qui oppose les nations nord-américaines. Le championnat fait son retour, ayant été disputé pour la dernière fois en 2019.
Le tournoi est remporté par le Mexique qui signe sa deuxième victoire dans l'histoire de la compétition.

## Équipes engagées
- Bahamas
- Barbade
- Bermudes
- Guyana
- Îles Caïmans
- Jamaïque
- Mexique
- Saint-Vincent-et-les-Grenadines
- Sainte-Lucie
- Trinité-et-Tobago

## Zone Nord

### Division 1A
| 18 mai 2024 | Jamaïque | 19 - 14 | Bermudes | Bramwell Clarke Sports Complex, Ewarton (en) |
| 18 mai 2024 | Rapport  |         |          | Bramwell Clarke Sports Complex, Ewarton (en) |
| 18 mai 2024 |          |         |          | Bramwell Clarke Sports Complex, Ewarton (en) |

| 1er juin 2024 | Bermudes | 35 - 5 | Bahamas | National Sport Center, Devonshire |
| 1er juin 2024 | Rapport  |        |         | National Sport Center, Devonshire |
| 1er juin 2024 |          |        |         | National Sport Center, Devonshire |

| 29 juin 2024 | Bahamas | 14 - 48 | Jamaïque | Freeport RFC, Freeport |
| 29 juin 2024 | Rapport |         |          | Freeport RFC, Freeport |
| 29 juin 2024 |         |         |          | Freeport RFC, Freeport |

### Division 1B
| 31 mai 2024 | Îles Caïmans | 10 - 20 | Mexique | Stade Truman-Bodden, George Town |
| 31 mai 2024 | Rapport      |         |         | Stade Truman-Bodden, George Town |
| 31 mai 2024 |              |         |         | Stade Truman-Bodden, George Town |

| 7 décembre 2024 | Mexique | 45 - 14 | Îles Caïmans | Alfredo Harp Helu Rugby Field, Mexico |
| 7 décembre 2024 | Rapport |         |              | Alfredo Harp Helu Rugby Field, Mexico |
| 7 décembre 2024 |         |         |              | Alfredo Harp Helu Rugby Field, Mexico |

### Demi-finale
| 3 mai 2025 | Mexique | 37 - 24 | Jamaïque | Estadio Tapatio Mendez, Mexico |
| 3 mai 2025 | Rapport |         |          | Estadio Tapatio Mendez, Mexico |
| 3 mai 2025 |         |         |          | Estadio Tapatio Mendez, Mexico |

## Zone Sud

### Division 1A
| 18 mai 2024 | Barbade | 80 - 0 | Saint-Vincent-et-les-Grenadines | Garrison Savannah, Bridgetown |
| 18 mai 2024 | Rapport |        |                                 | Garrison Savannah, Bridgetown |
| 18 mai 2024 |         |        |                                 | Garrison Savannah, Bridgetown |

| 8 juin 2024 | Sainte-Lucie | 7 - 93 | Barbade | Philip Marcellin Grounds (en), Vieux Fort |
| 8 juin 2024 | Rapport      |        |         | Philip Marcellin Grounds (en), Vieux Fort |
| 8 juin 2024 |              |        |         | Philip Marcellin Grounds (en), Vieux Fort |

| 2024 | Saint-Vincent-et-les-Grenadines | – | Sainte-Lucie |  |
| 2024 |                                 |   |              |  |
| 2024 |                                 |   |              |  |

### Division 1B
| 27 avril 2024 | Trinité-et-Tobago | 23 - 24 | Guyana | Stade Hasely-Crawford, Port-d'Espagne |
| 27 avril 2024 | Rapport           |         |        | Stade Hasely-Crawford, Port-d'Espagne |
| 27 avril 2024 |                   |         |        | Stade Hasely-Crawford, Port-d'Espagne |

| 22 juin 2024 | Guyana  | 3 - 26 | Trinité-et-Tobago | Guyana Defence Force Ground (en), Georgetown |
| 22 juin 2024 | Rapport |        |                   | Guyana Defence Force Ground (en), Georgetown |
| 22 juin 2024 |         |        |                   | Guyana Defence Force Ground (en), Georgetown |

### Demi-finale
| 31 mai 2025 | Trinité-et-Tobago | 29 - 28 | Barbade | Stade Manny-Ramjohn, San Fernando |
| 31 mai 2025 | Rapport           |         |         | Stade Manny-Ramjohn, San Fernando |
| 31 mai 2025 |                   |         |         | Stade Manny-Ramjohn, San Fernando |

## Finale
| 21 juin 2025 | Mexique | 45 - 14 | Trinité-et-Tobago | Estadio Tapatio Mendez, Mexico |
| 21 juin 2025 | Rapport |         |                   | Estadio Tapatio Mendez, Mexico |
| 21 juin 2025 |         |         |                   | Estadio Tapatio Mendez, Mexico |